# 강택상
강택상(姜宅相, 1950년~2024년 1월 12일)은 대한민국의 행정공무원으로, 제24대 제주특별자치도 제주시장을 지냈다. 제주특별자치도 제주시 출신이다.

## 학력
- 1963. 2. 어도국민학교 졸업
- 1966. 2. 애월중학교 졸업
- 1969. 2. 제주제일고등학교 졸업
- 1973. 2. 육군사관학교 학사 졸업
- 1975. 2. 육군보병학교 졸업
- 1976. 2. 육군포병학교 졸업

### 비학위 수료
- 1993. 2. 제주대학교 경영대학원 경영학 석사 졸업

## 경력
- 1978년 육군 대위 예편
- 1979. 10.~1982 .7. 제주도 비상대책담당관실 동원계장
- 1991 .8.~1992 .7. 제주도 기획담당관실 기획계장
- 1994 .6.~1997 .1. 제주도 산업경제과 과장
- 1997 .1.~1998 .9. 제주도 재정경제국 국장
- 1999 .3.~1999 .8. 제주도 관광문화국 국장
- 2002 .3.~2003 .5. 행정자치부 민간협력과 과장
- 2003 .5.~2004 .5. 행정자치부 제주4.3처리지원단 단장
- 2004 .6.~2005 .1. 제주도 기획관리실 실장
- 2004 .6.~2004 .6. 제주도 정무부지사 권한대행
- 2006 .1.~2006 .6. 제주도 의회사무처 처장
- 2006 .7.~2007 .1. 제주특별자치도 의회사무처 처장
- 2007 .1.~2007 .8. 제주특별자치도 의회사무처 총무담당관
- 2007 .8.~2008 .6. 제주특별자치도 경영기획실 실장
- 2007. 12.~2007. 12. 제주특별자치도 행정부지사 권한대행
- 2008 .7.~2010 .3. 제24대 제주특별자치도 제주시장
- 2010 .3. 한나라당 입당
- 2010 .3. 한나라당 제주특별자치도당 지역위원회 위원장

## 수상
- 1987 국방부장관 표창
- 1991 공보처장관 표창
- 1996 대통령 표창
- 2002 근정포장

| 전임 김경택 | 제주도 정무부지사 권한대행 2004년 6월 23일~2004년 6월 27일 | 후임 이계식 |

| 전임 김한욱 | 제주특별자치도 행정부지사 권한대행 2007년 12월 29일~2007년 12월 31일 | 후임 이상복 |

| 전임 김영훈 | 제24대 제주특별자치도 제주시장(관선) 2008년 7월 1일~2010년 3월 3일 | 후임 (권한대행)박승봉 |